# Moropsyche tenuis
Moropsyche tenuis är en nattsländeart som först beskrevs av Douglas E. Kimmins 1950.  Moropsyche tenuis ingår i släktet Moropsyche och familjen Apataniidae. Inga underarter finns listade i Catalogue of Life.